# Pantà de Susqueda
Pantà de Susqueda är en reservoar i Spanien.   Den ligger i provinsen Província de Girona och regionen Katalonien, i den östra delen av landet, 500 km öster om huvudstaden Madrid. Pantà de Susqueda ligger 324 meter över havet. Arean är 1,7 kvadratkilometer. I omgivningarna runt Pantà de Susqueda växer i huvudsak blandskog. Den sträcker sig 2,1 kilometer i nord-sydlig riktning, och 2,6 kilometer i öst-västlig riktning.